# The Million Dollar Homepage
The Million Dollar Homepage (en español: La página de inicio del millón de dólares) es un sitio web creado en 2005 por Alex Tew, un estudiante de Wiltshire, Inglaterra, para recaudar dinero para su educación universitaria. La página web consiste de un millón de píxeles arreglados en una cuadrícula de 1000×1000 píxeles; los enlaces a base de imágenes encontrados en esta eran vendidos a un dólar por píxel en bloques de 10×10. Los compradores de estos bloques de píxeles facilitaban imágenes pequeñas para ser mostradas en ellos, una URL al cual las imágenes estaban enlazadas, y un eslogan que se mostraría cuando se sostiene el puntero sobre el enlace. El objetivo del sitio web era vender todos los píxeles en la imagen, así produciendo un millón de dólares de ingreso para el creador. The Wall Street Journal ha comentado que el sitio motivó a otros sitios web que venden píxeles.
Lanzado el 26 de agosto de 2005, el sitio web se convirtió en un fenómeno de internet. La clasificación Alexa de tráfico web tuvo su punto más alto por alrededor de 127; el 9 de mayo de 2009, era 35 983 y ya en mayo de 2014 había bajado hasta 47 601 El primero de enero de 2006, los últimos 1000 píxeles fueron puestos en eBay para ser subastados. La subasta fue cerrada el 11 de enero con una oferta ganadora de 38 100 dólares que llevó la cuenta final a 1 037 100 dólares en ingresos brutos.
Durante la subasta de enero de 2006, el sitio web sufrió un ataque de denegación de servicio y una demanda de rescate, lo cual lo dejó inaccesible a los visitantes por una semana mientras se mejoraba su sistema de seguridad. La Oficina Federal de Investigación (FBI) y la policía de Wiltshire investigaron el ataque e intento de extorsión.

## Desarrollo
Desde el principio sabía que la idea tenía potencial, pero era una de esas cosas que podría haber ido de cualquier forma. Mi pensamiento era que no tenía nada que perder (aparte de los 50 euros para comprar el dominio y mantener el servidor). Sabía que la idea crearía un gran interés de forma rápida ... Internet es un medio muy poderoso.
Alex Tew, 22 de febrero de 2006.

Alex Tew, un estudiante de Cricklade en Wiltshire, Inglaterra, creó la web en agosto de 2005 cuando tenía 21 años. Estaba a punto de iniciar un período de tres años de Gestión de Empresas en la Universidad de Nottingham, y le preocupaba quedarse con un préstamo estudiantil que podría tomar años para pagar. Como una idea para recaudar dinero, Tew decidió vender un millón de píxeles en una página web por 1 dólar cada uno. Los compradores añadirían su propia imagen, logotipo o anuncio, y tendrían la opción de incluir un hipervínculo a su sitio web. Los píxeles se vendieron por dólares de los EE. UU. en lugar de libras del Reino Unido; los EE. UU. tiene una mayor población en línea que el Reino Unido, y Tew creyó la gente se relacionaría más con el concepto si los píxeles fueran vendidos por dólares. En el 2005, la libra estaba fuerte frente al dólar: 1 libra era un valor aproximado a 1,80 dólares, y el costo por píxel puede haber sido demasiado costoso para muchos compradores potenciales. Los costos de instalación de Tew fueron de 50 euros, los cuales pagaban el registro del nombre del dominio y un paquete básico de alojamiento web. El sitio web apareció en la red el 26 de agosto de 2005.
La página de inicio incluía un banner con el nombre del sitio y un contador de píxeles mostrando el número de píxeles vendidos, una barra de navegación que contiene nueve pequeños enlaces a las páginas internas del sitio web, y una casilla vacía de 1 000 000 píxeles dividida en 10 000 bloques de 100 píxeles. Tew prometió a los clientes que el sitio se mantendría en línea durante cinco años —es decir, al menos hasta el 26 de agosto de 2010—.

## Venta de píxeles
Debido a que los píxeles individuales son muy pequeños para verlos con facilidad, los píxeles se vendían en bloques de 100 píxeles midiendo 10x10 píxeles; el precio mínimo entonces era de 100 dólares. La primera venta, tres días después de que el sitio comenzara a operar, fue a una página web de música, dirigida por un amigo de Tew, que compró 400 píxeles en un bloque de 20x20. Después de dos semanas, amigos de Tew y miembros de su familia habían comprado un total de 4700 píxeles. El sitio inicialmente solo fue promocionado de boca a boca, sin aparición en los medios. De cualquier forma, después de que el sitio hubiera ganado 1000 dólares, un comunicado de prensa fue enviada y recogida por la BBC. La página web The Register, especializada en noticias sobre tecnología, publicó dos artículos en The Million Dollar Homepage en septiembre. Para fin de mes la web había recibido 250 000 dólares y estaba en la posición número 3 en una lista hecha por Alexa Internet, solo por detrás de la página web de Britney Spears y la de Photo District News. El 6 de octubre Tew reportó que el sitio recibió 65 000 visitantes; recibió 1465 Diggs, convirtiéndose en una de las webs más compartidas esa semana. Once días después, el número había aumentado a 100 000 visitantes. El 26 de octubre, dos meses después de que fuera inaugurada la web, más de 500 900 píxeles se habían vendido a 1400 clientes. Para el día de año nuevo, Tew informó que el sitio estaba recibiendo 25 000 visitantes cada hora, estaba en la posición 127 del ranking de Alexa y que se habían vendido 999 000 del millón total de píxeles.
El 1 de enero de 2006, Tew anunció que por la gran demanda para los últimos 1000 píxeles, «lo más justo y lógico» era subastarlos en eBay en lugar de perder «la integridad y el grado de exclusividad del concepto de un millón de píxeles» mediante el lanzamiento de una segunda web. La subasta duró 10 días y recibió 99 ofertas legítimas. Aunque hubo ofertas que fueron recibidas por hasta 160 109,99 dólares; muchas fueron retiradas por los clientes o canceladas como ficticias. «Hablé personalmente con las personas por teléfono y resulta que las ofertas no eran serias, lo cual es algo frustrante, así que las cancelé en el último minuto» dijo Tew. La oferta ganadora fue de 38 100 dólares, ofrecido por MillionDollarWeightLoss.com, un negocio en línea dedicado a la venta de productos dietéticos. Tew dijo que había esperado una oferta final más alta debido a la continua publicidad hecha en los medios. The Million Dollar Homepage hizo un ingreso bruto total de 1 037 100 dólares en cinco meses. Después de costos, impuestos y una donación a The Prince’s Trust, una fundación de caridad para jóvenes, Tew esperaba que su ingreso neto fuera de entre 650 000 y 700 000 dólares.
Entre los compradores de píxeles estaban Bonanza Gift Store, Panda Software, los productores de Wal-Mart: The High Cost of Low Price, British Schools Karting Championship, Book of Cool, la filial británica de Orange, The Times, Cheapflights.com, Schiffer Publishing, Rhapsody, Tenacious D, GoldenPalace.com, 888.com y otros casinos en línea. También estaban en la lista Independiente Records, Yahoo!, negocios propios pequeños y compañías ofreciendo planes para enriquecimiento rápido, sitios de encuentro, préstamos personales, muestras gratuitas, diseños web y vacaciones.

## Atención de los medios
La web fue presentada en artículos de la web de la BBC, The Register, The Daily Telegraph y PC Pro. Tew también apareció en diversos programas de televisión británicos para hablar sobre el sitio web.

Lo más crucial para crear el interés de los medios era la idea en sí misma: era única y suficientemente peculiar para destacarse. Solamente tuve que fomentar un poco la idea en los primeros días enviando un comunicado de prensa que esencialmente actuó como catalizador. Este interés junto con el tradicional boca a boca creó una verdadera expectación sobre la página web, que a su vez creó más interés.
Alex Tew, 22 de febrero de 2006.

Ya para noviembre el sitio web se estaba volviendo popular en todo el mundo; recibiendo la atención del Financial Times Deutschland en Alemania, Television New Zealand en Nueva Zelanda, Terra Networks en América Latina, el China Daily y especialmente en los Estados Unidos donde fue cubierto en Adweek, Florida Today y el Wall Street Journal. Tew contrató a un publicista establecido en los Estados Unidos para ayudar con la atención de los medios americanos e hizo un viaje de una semana de duración por EE. UU., en donde fue entrevistado en ABC News Radio, el canal Fox News Channel, Attack of the Show! y programas locales.
El concepto fue descrito como «simple y brillante», «listo», «ingenioso» y «una plataforma única [para hacer publicidad] que también tiene algo de divertido». El Profesor Martin Binks, director del Instituto para la Innovación Emprendedora de la Universidad de Nottingham, dijo que la idea «es brillante en su simplicidad... algunos publicistas han sido atraídos a ella por su novedad... el sitio se ha convertido en un fenómeno». Popular Mechanics dijo, «No hay contenido alguno. No hay gráficos impresionantes, sorteos o vídeos tórridos de Paris Hilton para que los visitantes babeen. Imagínense un canal de televisión que no muestre más que anuncios, una revista con más nada que publicidad. Esa idea es esta web. Un ejemplo asombroso del poder del marketing viral». Don Oldenburg del Washington Post fue uno de los pocos sin elogios para el sitio, llamándolo «una barata e increíblemente lucrativa monstruosidad de la comercialización». Oldenburg continúa, «parece una tabla de anuncios en esteroides de diseñador, un desastre publicitario al que no se le puede no mirar. Es como recibir al mismo tiempo cada anuncio pop-up que alguna vez has recibido en tu vida. Es el equivalente del Internet de sentir repentinamente las ganas de tomar una ducha».
Mientras que los píxeles finales estaban siendo subastados, Tew fue entrevistado en el programa británico Richard y Judy, y en BBC News. El Wall Street Journal escribió acerca de la web y su impacto en la comunidad de Internet: «El mismo Sr. Tew ha adquirido estatus de celebridad en la comunidad del Internet... el jugo creativo... pinta un cuadro interesante del espíritu emprendedor en línea».
Tew se retiró de su licenciatura en negocios; su sitio ha sido puesto a punto para financiarse al cabo de un plazo. En 2008, Tew fundó Popjam, una red social destinada a empresas.

## Ataque DDoS
El 7 de enero de 2006, tres días antes de que la subasta final de los 1000 píxeles llegase a su fin, Tew recibió un correo electrónico de una organización llamada The Dark Group, que le comunicó que la página se convertiría en víctima de un ataque de denegación de servicio, también llamado ataque DDoS (de las siglas en inglés distributed denial-of-service attack) si no se pagaba un rescate de 5000 dólares para el 10 de enero. Creyendo que la amenaza era un engaño, Tew la ignoró, pero una semana más tarde recibió una segunda amenaza por correo electrónico: «Hola, tu página web está bajo nuestro ataque, para pararlo envíanos 50 000 dólares». Una vez más Tew ignoró la amenaza, y la página web fue inundada con tráfico adicional y correos electrónicos, haciendo que el sistema colapsara. «No he contestado a ninguno de ellos pues no quiero darles la satisfacción y ciertamente no es mi intención pagarles ningún dinero. Lo que le está sucediendo a mi página web es como si fuese terrorismo. Si se les paga, comienzan nuevos ataques», dijo Tew.
La página web fue inaccesible a los visitantes por una semana hasta que el servidor anfitrión aumentara el sistema de seguridad, y filtrara el tráfico a través de un software anti-DDoS. La Unidad del Crimen de Alta Tecnología de la policía de Wiltshire y la Oficina Federal de Investigación fueron llamados para investigar la extorsión y el ataque; creen que el origen del ataque se situó en Rusia.

## Sitios web similares
Muchos otros sitios comenzaron a vender publicidad por píxeles tras el éxito de la web original. Tew dijo de estos sitios que «surgieron casi inmediatamente; ahora hay centenares de sitios web vendiendo píxeles. Todos los imitadores están compitiendo entre sí». «Tienen anuncios muy pequeños, por lo tanto conjeturo que no les está yendo muy bien. La idea funciona solamente una vez y depende de la novedad. Cualquier sitio de imitadores tendrá solamente puro valor humorístico, mientras que la mía tiene posiblemente un pedazo de humor extra. Así que le deseo buena suerte a los imitadores».